# Túnez en la Copa Mundial de Fútbol de 2022
La selección de Túnez fue uno de los treinta y dos equipos participantes en la Copa Mundial de Fútbol de 2022, torneo que se llevó a cabo del 20 de noviembre al 18 de diciembre en Catar.
Fue la sexta participación de Túnez, formó parte del Grupo D, junto a Francia, Dinamarca y Australia.

## Clasificación
La selección de Túnez inició su camino al mundial desde la segunda ronda de la clasificación africana. Debido a la pandemia de covid-19 en 2020 no se disputó ningún partido, se reanudó en septiembre de 2021 con los seis encuentros correspondientes a la segunda fase.

### Tabla de posiciones

#### Segunda ronda
| Selección         | Pts. | PJ | PG | PE | PP | GF | GC | Dif |
| ----------------- | ---- | -- | -- | -- | -- | -- | -- | --- |
| Túnez             | 13   | 6  | 4  | 1  | 1  | 11 | 2  | 9   |
| Guinea Ecuatorial | 11   | 6  | 3  | 2  | 1  | 6  | 5  | 1   |
| Zambia            | 7    | 6  | 2  | 1  | 3  | 8  | 9  | –1  |
| Mauritania        | 2    | 6  | 0  | 2  | 4  | 2  | 11 | –9  |

|  | Clasificado a la tercera ronda. |

### Partidos
| Fecha                   | Lugar    | Jornada                 | Local             | Resultado | Visitante         |
| ----------------------- | -------- | ----------------------- | ----------------- | --------- | ----------------- |
| 3 de septiembre de 2021 | Radès    | Segunda ronda - Fecha 1 | Túnez             | 3:0 (0:0) | Guinea Ecuatorial |
| 7 de septiembre de 2021 | Ndola    | Segunda ronda - Fecha 2 | Zambia            | 0:2 (0:1) | Túnez             |
| 7 de octubre de 2021    | Radès    | Segunda ronda - Fecha 3 | Túnez             | 3:0 (2:0) | Mauritania        |
| 10 de octubre de 2021   | Nuakchot | Segunda ronda - Fecha 4 | Mauritania        | 0:0       | Túnez             |
| 13 de noviembre de 2021 | Malabo   | Segunda ronda - Fecha 5 | Guinea Ecuatorial | 1:0 (0:0) | Túnez             |
| 16 de noviembre de 2021 | Radès    | Segunda ronda - Fecha 6 | Túnez             | 3:1 (3:0) | Zambia            |
| 25 de marzo de 2022     | Bamako   | Tercera ronda - Ida     | Malí              | 0:1 (0:1) | Túnez             |
| 29 de marzo de 2022     | Radès    | Tercera ronda - Vuelta  | Túnez             | 0:0       | Malí              |

## Preparación

### Amistosos previos
| 10 de junio de 2022 | Chile | 0:2 (0:1) | Túnez                   | Estadio Noevir Kobe, Kōbe                              |                                                        |
| 15:15 (UTC+9)       |       | Reporte   | - Abdi 41' - Jebali 89' | Asistencia: 4973 espectadores Árbitro(s): Tanimoto Ryo | Asistencia: 4973 espectadores Árbitro(s): Tanimoto Ryo |

| 14 de junio de 2022 | Japón | 0:3 (0:0) | Túnez                                                | Estadio Panasonic, Suita                                       |                                                                |
| 18:55 (UTC+9)       |       | Reporte   | - Ben Romdhane 55' (pen.) - Sassi 76' - Jebali 90+3' | Asistencia: 31 292 espectadores Árbitro(s): Ahmed Eisa Mohamed | Asistencia: 31 292 espectadores Árbitro(s): Ahmed Eisa Mohamed |

| 22 de septiembre de 2022 | Comoras | 0:1 (0:0) | Túnez                | Stade de la Source, Orleans |                           |
| 15:30 (UTC+2)            |         | Reporte   | Yassine Khenissi 55' | Árbitro(s): Gabriel Henry   | Árbitro(s): Gabriel Henry |

| 27 de septiembre de 2022 | Brasil                                                                | 5:1 (4:1) | Túnez     | Parque de los Príncipes, París |                          |
| 20:30 (UTC+2)            | - Raphinha 11', 40' - Richarlison 19' - Neymar 29' (pen.) - Pedro 74' | Reporte   | Talbi 18' | Árbitro(s): Ruddy Buquet       | Árbitro(s): Ruddy Buquet |

### Partidos oficiales
| 2 de junio de 2022 | Túnez                                      | 4:0 (0:0) | Guinea Ecuatorial | Estadio Olímpico, Radès               |                                       |
| 20:00 (UTC+1)      | - Sliti 56' - Jaziri 77' - Msakni 80', 85' | Reporte   |                   | Árbitro(s): Pacifique Ndabihawenimana | Árbitro(s): Pacifique Ndabihawenimana |

| 5 de junio de 2022 | Botsuana | 0:0     | Túnez | Estadio Francistown, Francistown |                               |
| 15:00 (UTC+2)      |          | Reporte |       | Árbitro(s): Mohamed Athoumani    | Árbitro(s): Mohamed Athoumani |

## Plantel

### Lista de convocados
Entrenador:  Jalel Kadri
La lista final fue anunciada el 14 de noviembre de 2022.
| No. | Pos. | Jugador                  | Fecha de nacimiento (edad)         | Apa. | Goles | Club                        |
| --- | ---- | ------------------------ | ---------------------------------- | ---- | ----- | --------------------------- |
| 1   | POR  | Aymen Mathlouthi         | 14 de septiembre de 1984 (38 años) | 73   | 0     | Al-Batin F. C.              |
| 2   | DEF  | Bilel Ifa                | 9 de marzo de 1990 (32 años)       | 36   | 0     | Al-Kuwait S. C.             |
| 3   | DEF  | Montassar Talbi          | 26 de mayo de 1998 (24 años)       | 22   | 1     | F. C. Lorient               |
| 4   | DEF  | Yassine Meriah           | 2 de julio de 1993 (29 años)       | 60   | 3     | Espérance Sportive de Tunis |
| 5   | DEF  | Nader Ghandri            | 18 de febrero de 1995 (27 años)    | 7    | 0     | Club Africain               |
| 6   | DEF  | Dylan Bronn              | 19 de junio de 1995 (27 años)      | 36   | 2     | U. S. Salernitana 1919      |
| 7   | DEL  | Youssef Msakni           | 28 de octubre de 1990 (32 años)    | 87   | 17    | Al-Arabi S. C.              |
| 8   | MED  | Hannibal Mejbri          | 23 de enero de 2003 (19 años)      | 18   | 0     | Birmingham City F. C.       |
| 9   | DEL  | Issam Jebali             | 25 de diciembre de 1991 (30 años)  | 9    | 2     | Odense B. K.                |
| 10  | DEL  | Wahbi Khazri             | 8 de febrero de 1991 (31 años)     | 71   | 24    | Montpellier H. S. C.        |
| 11  | DEL  | Taha Yassine Khenissi    | 6 de enero de 1992 (30 años)       | 48   | 9     | Al-Kuwait S. C.             |
| 12  | DEF  | Ali Maâloul              | 1 de enero de 1990 (32 años)       | 82   | 2     | Al-Ahly                     |
| 13  | MED  | Ferjani Sassi            | 18 de marzo de 1992 (30 años)      | 77   | 6     | Al-Duhail S. C.             |
| 14  | MED  | Aïssa Laïdouni           | 13 de diciembre de 1996 (25 años)  | 24   | 1     | Ferencváros T. C.           |
| 15  | MED  | Mohamed Ali Ben Romdhane | 6 de septiembre de 1999 (23 años)  | 22   | 1     | Espérance Sportive de Tunis |
| 16  | POR  | Aymen Dahmen             | 28 de enero de 1997 (25 años)      | 4    | 0     | C. S. Sfaxien               |
| 17  | MED  | Ellyes Skhiri            | 10 de mayo de 1995 (27 años)       | 48   | 3     | F. C. Colonia               |
| 18  | MED  | Ghailene Chaalali        | 28 de febrero de 1994 (28 años)    | 30   | 1     | Espérance Sportive de Tunis |
| 19  | DEL  | Seifeddine Jaziri        | 12 de febrero de 1993 (29 años)    | 29   | 10    | Zamalek S. C.               |
| 20  | DEF  | Mohamed Dräger           | 25 de junio de 1996 (26 años)      | 33   | 3     | F. C. Lucerna               |
| 21  | DEF  | Wajdi Kechrida           | 5 de noviembre de 1995 (27 años)   | 18   | 0     | Atromitos de Atenas         |
| 22  | POR  | Bechir Ben Saïd          | 29 de noviembre de 1994 (27 años)  | 10   | 0     | U. S. Monastir              |
| 23  | DEL  | Naïm Sliti               | 27 de julio de 1992 (30 años)      | 68   | 13    | Al-Ettifaq Club             |
| 24  | DEF  | Ali Abdi                 | 20 de diciembre de 1993 (28 años)  | 9    | 1     | S. M. Caen                  |
| 25  | MED  | Anis Ben Slimane         | 16 de marzo de 2001 (21 años)      | 24   | 4     | Brøndby I. F.               |
| 26  | POR  | Mouez Hassen             | 5 de marzo de 1995 (27 años)       | 20   | 0     | Club Africain               |

## Participación
- Los horarios son correspondientes a la hora local de Catar (UTC+3).

### Partidos
| Fecha           | Lugar     | Instancia      | Local     |                      | Resultado |                      | Visitante |
| --------------- | --------- | -------------- | --------- | -------------------- | --------- | -------------------- | --------- |
| 22 de noviembre | Rayán     | Fase de grupos | Dinamarca | Bandera de Dinamarca | 0:0       | Bandera de Túnez     | Túnez     |
| 26 de noviembre | Al Wakrah | Fase de grupos | Túnez     | Bandera de Túnez     | 0:1 (0:1) | Bandera de Australia | Australia |
| 30 de noviembre | Rayán     | Fase de grupos | Túnez     | Bandera de Túnez     | 1:0 (0:0) | Bandera de Francia   | Francia   |

### Fase de grupos - Grupo D
| Selección | Pts | PJ | PG | PE | PP | GF | GC | Dif |
| --------- | --- | -- | -- | -- | -- | -- | -- | --- |
| Francia   | 6   | 3  | 2  | 0  | 1  | 6  | 3  | +3  |
| Australia | 6   | 3  | 2  | 0  | 1  | 3  | 4  | –1  |
| Túnez     | 4   | 3  | 1  | 1  | 1  | 1  | 1  | 0   |
| Dinamarca | 1   | 3  | 0  | 1  | 2  | 1  | 3  | –2  |

|  | Clasificados a los octavos de final. |

#### Dinamarca vs. Túnez
| 22 de noviembre | Dinamarca | 0:0     | Túnez | Estadio Ciudad de la Educación, Rayán                                          |                                                                                |
| 16:00           |           | Reporte |       | Asistencia: 42 925 espectadores Árbitro(s): César Ramos VAR: Fernando Guerrero | Asistencia: 42 925 espectadores Árbitro(s): César Ramos VAR: Fernando Guerrero |

| 1          | Guardameta     | Kasper Schmeichel     |       |
| 2          | Defensa        | Joachim Andersen      |       |
| 4          | Defensa        | Simon Kjær            | 65'   |
| 6          | Defensa        | Andreas Christensen   |       |
| 13         | Centrocampista | Rasmus Kristensen     |       |
| 23         | Centrocampista | Pierre-Emile Højbjerg |       |
| 8          | Centrocampista | Thomas Delaney        | 45+1' |
| 10         | Centrocampista | Christian Eriksen     |       |
| 5          | Centrocampista | Joakim Mæhle          |       |
| 11         | Delantero      | Andreas Skov Olsen    | 65'   |
| 12         | Delantero      | Kasper Dolberg        | 65'   |
| Entrenador | Entrenador     | Kasper Hjulmand       |       |

| 16         | Guardameta     | Aymen Dahmen     |     |
| 3          | Defensa        | Montassar Talbi  |     |
| 6          | Defensa        | Dylan Bronn      |     |
| 4          | Defensa        | Yassine Meriah   |     |
| 20         | Centrocampista | Mohamed Dräger   | 88' |
| 14         | Centrocampista | Aïssa Laïdouni   | 88' |
| 17         | Centrocampista | Ellyes Skhiri    |     |
| 24         | Centrocampista | Ali Abdi         |     |
| 25         | Delantero      | Anis Ben Slimane | 67' |
| 9          | Delantero      | Issam Jebali     | 80' |
| 7          | Delantero      | Youssef Msakni   | 80' |
| Entrenador | Entrenador     | Jalel Kadri      |     |

| 14 | Centrocampista | Mikkel Damsgaard  | 45+1' |
| 7  | Centrocampista | Mathias Jensen    | 65'   |
| 25 | Centrocampista | Jesper Lindstrøm  | 65'   |
| 21 | Delantero      | Andreas Cornelius | 65'   |

| 23 | Delantero      | Naïm Sliti            | 67' |
| 8  | Centrocampista | Hannibal Mejbri       | 80' |
| 11 | Delantero      | Taha Yassine Khenissi | 80' |
| 21 | Defensa        | Wajdi Kechrida        | 88' |
| 13 | Centrocampista | Ferjani Sassi         | 88' |

| Amonestado | 24' | Rasmus Kristensen |
| Amonestado | 78' | Mathias Jensen    |

| Amonestado | 86' | Taha Yassine Khenissi |

| Árbitro             | César Ramos           |
| Árbitros asistentes | Alberto Morín         |
| Árbitros asistentes | Miguel Hernández      |
| Cuarto árbitro      | Said Martínez         |
| Quinto árbitro      | Walter López          |
| VAR                 | Fernando Guerrero     |
| Adicionales VAR     | Armando Villarreal    |
| Adicionales VAR     | Gabriel Chade         |
| Adicionales VAR     | Juan Martínez Munuera |
| Adicionales VAR     | Mahmoud Abouelregal   |

| 1          | Guardameta     | Kasper Schmeichel     |       |
| 2          | Defensa        | Joachim Andersen      |       |
| 4          | Defensa        | Simon Kjær            | 65'   |
| 6          | Defensa        | Andreas Christensen   |       |
| 13         | Centrocampista | Rasmus Kristensen     |       |
| 23         | Centrocampista | Pierre-Emile Højbjerg |       |
| 8          | Centrocampista | Thomas Delaney        | 45+1' |
| 10         | Centrocampista | Christian Eriksen     |       |
| 5          | Centrocampista | Joakim Mæhle          |       |
| 11         | Delantero      | Andreas Skov Olsen    | 65'   |
| 12         | Delantero      | Kasper Dolberg        | 65'   |
| Entrenador | Entrenador     | Kasper Hjulmand       |       |

| 16         | Guardameta     | Aymen Dahmen     |     |
| 3          | Defensa        | Montassar Talbi  |     |
| 6          | Defensa        | Dylan Bronn      |     |
| 4          | Defensa        | Yassine Meriah   |     |
| 20         | Centrocampista | Mohamed Dräger   | 88' |
| 14         | Centrocampista | Aïssa Laïdouni   | 88' |
| 17         | Centrocampista | Ellyes Skhiri    |     |
| 24         | Centrocampista | Ali Abdi         |     |
| 25         | Delantero      | Anis Ben Slimane | 67' |
| 9          | Delantero      | Issam Jebali     | 80' |
| 7          | Delantero      | Youssef Msakni   | 80' |
| Entrenador | Entrenador     | Jalel Kadri      |     |

| 14 | Centrocampista | Mikkel Damsgaard  | 45+1' |
| 7  | Centrocampista | Mathias Jensen    | 65'   |
| 25 | Centrocampista | Jesper Lindstrøm  | 65'   |
| 21 | Delantero      | Andreas Cornelius | 65'   |

| 23 | Delantero      | Naïm Sliti            | 67' |
| 8  | Centrocampista | Hannibal Mejbri       | 80' |
| 11 | Delantero      | Taha Yassine Khenissi | 80' |
| 21 | Defensa        | Wajdi Kechrida        | 88' |
| 13 | Centrocampista | Ferjani Sassi         | 88' |

| Amonestado | 24' | Rasmus Kristensen |
| Amonestado | 78' | Mathias Jensen    |

| Amonestado | 86' | Taha Yassine Khenissi |

| Árbitro             | César Ramos           |
| Árbitros asistentes | Alberto Morín         |
| Árbitros asistentes | Miguel Hernández      |
| Cuarto árbitro      | Said Martínez         |
| Quinto árbitro      | Walter López          |
| VAR                 | Fernando Guerrero     |
| Adicionales VAR     | Armando Villarreal    |
| Adicionales VAR     | Gabriel Chade         |
| Adicionales VAR     | Juan Martínez Munuera |
| Adicionales VAR     | Mahmoud Abouelregal   |

| \| Estadísticas \| \| \| \| Tiros \| 11 \| 13 \| \| Tiros a puerta \| 5 \| 1 \| \| Faltas \| 9 \| 10 \| \| Saques de esquina \| 11 \| 9 \| \| Penaltis \| 0 \| 0 \| \| Fueras de juego \| 1 \| 1 \| \| Posesión de balón \| 62% \| 38% \| | Alineación inicial   |                  |
| Estadísticas | Bandera de Dinamarca | Bandera de Túnez |
| Tiros | 11                   | 13               |
| Tiros a puerta | 5                    | 1                |
| Faltas | 9                    | 10               |
| Saques de esquina | 11                   | 9                |
| Penaltis | 0                    | 0                |
| Fueras de juego | 1                    | 1                |
| Posesión de balón | 62%                  | 38%              |

#### Túnez vs. Australia
| 26 de noviembre | Túnez | 0:1 (0:1) | Australia | Estadio Al Janoub, Al Wakrah                                                    |                                                                                 |
| 13:00           |       | Reporte   | Duke 23'  | Asistencia: 41 823 espectadores Árbitro(s): Daniel Siebert VAR: Bastian Dankert | Asistencia: 41 823 espectadores Árbitro(s): Daniel Siebert VAR: Bastian Dankert |

| 16         | Guardameta     | Aymen Dahmen    |     |
| 6          | Defensa        | Dylan Bronn     | 73' |
| 4          | Defensa        | Yassine Meriah  |     |
| 3          | Defensa        | Montassar Talbi |     |
| 20         | Centrocampista | Mohamed Dräger  | 46' |
| 17         | Centrocampista | Ellyes Skhiri   |     |
| 14         | Centrocampista | Aïssa Laïdouni  | 67' |
| 24         | Centrocampista | Ali Abdi        |     |
| 23         | Delantero      | Naïm Sliti      |     |
| 9          | Delantero      | Issam Jebali    | 73' |
| 7          | Delantero      | Youssef Msakni  |     |
| Entrenador | Entrenador     | Jalel Kadri     |     |

| 1          | Guardameta     | Mathew Ryan    |     |
| 5          | Defensa        | Fran Karačić   | 75' |
| 4          | Defensa        | Kye Rowles     |     |
| 19         | Defensa        | Harry Souttar  |     |
| 16         | Defensa        | Aziz Behich    |     |
| 14         | Centrocampista | Riley McGree   | 64' |
| 13         | Centrocampista | Aaron Mooy     |     |
| 22         | Centrocampista | Jackson Irvine |     |
| 7          | Delantero      | Mathew Leckie  | 85' |
| 15         | Delantero      | Mitchell Duke  | 64' |
| 23         | Delantero      | Craig Goodwin  | 85' |
| Entrenador | Entrenador     | Graham Arnold  |     |

| 13 | Centrocampista | Ferjani Sassi         | 46' |
| 10 | Delantero      | Wahbi Khazri          | 67' |
| 11 | Delantero      | Taha Yassine Khenissi | 73' |
| 21 | Defensa        | Wajdi Kechrida        | 73' |

| 9  | Delantero      | Jamie Maclaren | 64' |
| 10 | Centrocampista | Ajdin Hrustic  | 64' |
| 2  | Defensa        | Milos Degenek  | 75' |
| 11 | Delantero      | Awer Mabil     | 85' |
| 26 | Centrocampista | Keanu Baccus   | 85' |

| Anotado | 23' | Mitchell Duke | 0–1 |

| Amonestado | 26'   | Aïssa Laïdouni |
| Amonestado | 64'   | Ali Abdi       |
| Amonestado | 90+3' | Ferjani Sassi  |

| Árbitro             | Daniel Siebert  |
| Árbitros asistentes | Rafael Foltyn   |
| Árbitros asistentes | Jan Seidel      |
| Cuarto árbitro      | Said Martínez   |
| Quinto árbitro      | Karen Díaz      |
| VAR                 | Bastian Dankert |
| Adicionales VAR     | Marco Fritz     |
| Adicionales VAR     | Corey Parker    |
| Adicionales VAR     | Pol van Boekel  |
| Adicionales VAR     | Kathryn Nesbitt |

| 16         | Guardameta     | Aymen Dahmen    |     |
| 6          | Defensa        | Dylan Bronn     | 73' |
| 4          | Defensa        | Yassine Meriah  |     |
| 3          | Defensa        | Montassar Talbi |     |
| 20         | Centrocampista | Mohamed Dräger  | 46' |
| 17         | Centrocampista | Ellyes Skhiri   |     |
| 14         | Centrocampista | Aïssa Laïdouni  | 67' |
| 24         | Centrocampista | Ali Abdi        |     |
| 23         | Delantero      | Naïm Sliti      |     |
| 9          | Delantero      | Issam Jebali    | 73' |
| 7          | Delantero      | Youssef Msakni  |     |
| Entrenador | Entrenador     | Jalel Kadri     |     |

| 1          | Guardameta     | Mathew Ryan    |     |
| 5          | Defensa        | Fran Karačić   | 75' |
| 4          | Defensa        | Kye Rowles     |     |
| 19         | Defensa        | Harry Souttar  |     |
| 16         | Defensa        | Aziz Behich    |     |
| 14         | Centrocampista | Riley McGree   | 64' |
| 13         | Centrocampista | Aaron Mooy     |     |
| 22         | Centrocampista | Jackson Irvine |     |
| 7          | Delantero      | Mathew Leckie  | 85' |
| 15         | Delantero      | Mitchell Duke  | 64' |
| 23         | Delantero      | Craig Goodwin  | 85' |
| Entrenador | Entrenador     | Graham Arnold  |     |

| 13 | Centrocampista | Ferjani Sassi         | 46' |
| 10 | Delantero      | Wahbi Khazri          | 67' |
| 11 | Delantero      | Taha Yassine Khenissi | 73' |
| 21 | Defensa        | Wajdi Kechrida        | 73' |

| 9  | Delantero      | Jamie Maclaren | 64' |
| 10 | Centrocampista | Ajdin Hrustic  | 64' |
| 2  | Defensa        | Milos Degenek  | 75' |
| 11 | Delantero      | Awer Mabil     | 85' |
| 26 | Centrocampista | Keanu Baccus   | 85' |

| Anotado | 23' | Mitchell Duke | 0–1 |

| Amonestado | 26'   | Aïssa Laïdouni |
| Amonestado | 64'   | Ali Abdi       |
| Amonestado | 90+3' | Ferjani Sassi  |

| Árbitro             | Daniel Siebert  |
| Árbitros asistentes | Rafael Foltyn   |
| Árbitros asistentes | Jan Seidel      |
| Cuarto árbitro      | Said Martínez   |
| Quinto árbitro      | Karen Díaz      |
| VAR                 | Bastian Dankert |
| Adicionales VAR     | Marco Fritz     |
| Adicionales VAR     | Corey Parker    |
| Adicionales VAR     | Pol van Boekel  |
| Adicionales VAR     | Kathryn Nesbitt |

| \| Estadísticas \| \| \| \| Tiros \| 14 \| 9 \| \| Tiros a puerta \| 4 \| 2 \| \| Faltas \| 16 \| 15 \| \| Saques de esquina \| 5 \| 2 \| \| Penaltis \| 0 \| 0 \| \| Fueras de juego \| 3 \| 0 \| \| Posesión de balón \| 58% \| 42% \| | Alineación inicial |                      |
| Estadísticas | Bandera de Túnez   | Bandera de Australia |
| Tiros | 14                 | 9                    |
| Tiros a puerta | 4                  | 2                    |
| Faltas | 16                 | 15                   |
| Saques de esquina | 5                  | 2                    |
| Penaltis | 0                  | 0                    |
| Fueras de juego | 3                  | 0                    |
| Posesión de balón | 58%                | 42%                  |

#### Túnez vs. Francia
| 30 de noviembre | Túnez      | 1:0 (0:0) | Francia | Estadio Ciudad de la Educación, Rayán                                            |                                                                                  |
| 18:00           | Khazri 58' | Reporte   |         | Asistencia: 43 627 espectadores Árbitro(s): Matthew Conger VAR: Abdulla Al-Marri | Asistencia: 43 627 espectadores Árbitro(s): Matthew Conger VAR: Abdulla Al-Marri |

| 16         | Guardameta     | Aymen Dahmen             |     |
| 4          | Defensa        | Yassine Meriah           |     |
| 5          | Defensa        | Nader Ghandri            |     |
| 3          | Defensa        | Montassar Talbi          |     |
| 21         | Centrocampista | Wajdi Kechrida           |     |
| 17         | Centrocampista | Ellyes Skhiri            |     |
| 14         | Centrocampista | Aïssa Laïdouni           |     |
| 12         | Centrocampista | Ali Maâloul              |     |
| 25         | Delantero      | Anis Ben Slimane         | 83' |
| 10         | Delantero      | Wahbi Khazri             | 59' |
| 15         | Delantero      | Mohamed Ali Ben Romdhane | 74' |
| Entrenador | Entrenador     | Jalel Kadri              |     |

| 16         | Guardameta     | Steve Mandanda      |     |
| 3          | Defensa        | Axel Disasi         |     |
| 4          | Defensa        | Raphaël Varane      | 63' |
| 24         | Defensa        | Ibrahima Konaté     |     |
| 25         | Defensa        | Eduardo Camavinga   |     |
| 8          | Centrocampista | Aurélien Tchouaméni |     |
| 13         | Centrocampista | Youssouf Fofana     | 73' |
| 6          | Centrocampista | Mattéo Guendouzi    | 79' |
| 15         | Centrocampista | Jordan Veretout     | 63' |
| 20         | Centrocampista | Kingsley Coman      | 63' |
| 12         | Delantero      | Randal Kolo Muani   |     |
| Entrenador | Entrenador     | Didier Deschamps    |     |

| 9  | Delantero      | Issam Jebali      | 59' |
| 18 | Centrocampista | Ghailene Chaalali | 74' |
| 24 | Defensa        | Ali Abdi          | 83' |

| 17 | Defensa        | William Saliba    | 63' |
| 14 | Centrocampista | Adrien Rabiot     | 63' |
| 10 | Delantero      | Kylian Mbappé     | 63' |
| 7  | Delantero      | Antoine Griezmann | 73' |
| 11 | Delantero      | Ousmane Dembélé   | 79' |

| Anotado | 58' | Wahbi Khazri | 1–0 |

| Amonestado | 28' | Wajdi Kechrida |

| Árbitro             | Matthew Conger      |
| Árbitros asistentes | Mark Rule           |
| Árbitros asistentes | Tevita Makasini     |
| Cuarto árbitro      | Salima Mukansanga   |
| Quinto árbitro      | Neuza Back          |
| VAR                 | Abdulla Al-Marri    |
| Adicionales VAR     | Muhammad Bin Jahari |
| Adicionales VAR     | Taleb Al-Marri      |
| Adicionales VAR     | Fernando Guerrero   |
| Adicionales VAR     | Saud Al-Maqaleh     |

| 16         | Guardameta     | Aymen Dahmen             |     |
| 4          | Defensa        | Yassine Meriah           |     |
| 5          | Defensa        | Nader Ghandri            |     |
| 3          | Defensa        | Montassar Talbi          |     |
| 21         | Centrocampista | Wajdi Kechrida           |     |
| 17         | Centrocampista | Ellyes Skhiri            |     |
| 14         | Centrocampista | Aïssa Laïdouni           |     |
| 12         | Centrocampista | Ali Maâloul              |     |
| 25         | Delantero      | Anis Ben Slimane         | 83' |
| 10         | Delantero      | Wahbi Khazri             | 59' |
| 15         | Delantero      | Mohamed Ali Ben Romdhane | 74' |
| Entrenador | Entrenador     | Jalel Kadri              |     |

| 16         | Guardameta     | Steve Mandanda      |     |
| 3          | Defensa        | Axel Disasi         |     |
| 4          | Defensa        | Raphaël Varane      | 63' |
| 24         | Defensa        | Ibrahima Konaté     |     |
| 25         | Defensa        | Eduardo Camavinga   |     |
| 8          | Centrocampista | Aurélien Tchouaméni |     |
| 13         | Centrocampista | Youssouf Fofana     | 73' |
| 6          | Centrocampista | Mattéo Guendouzi    | 79' |
| 15         | Centrocampista | Jordan Veretout     | 63' |
| 20         | Centrocampista | Kingsley Coman      | 63' |
| 12         | Delantero      | Randal Kolo Muani   |     |
| Entrenador | Entrenador     | Didier Deschamps    |     |

| 9  | Delantero      | Issam Jebali      | 59' |
| 18 | Centrocampista | Ghailene Chaalali | 74' |
| 24 | Defensa        | Ali Abdi          | 83' |

| 17 | Defensa        | William Saliba    | 63' |
| 14 | Centrocampista | Adrien Rabiot     | 63' |
| 10 | Delantero      | Kylian Mbappé     | 63' |
| 7  | Delantero      | Antoine Griezmann | 73' |
| 11 | Delantero      | Ousmane Dembélé   | 79' |

| Anotado | 58' | Wahbi Khazri | 1–0 |

| Amonestado | 28' | Wajdi Kechrida |

| Árbitro             | Matthew Conger      |
| Árbitros asistentes | Mark Rule           |
| Árbitros asistentes | Tevita Makasini     |
| Cuarto árbitro      | Salima Mukansanga   |
| Quinto árbitro      | Neuza Back          |
| VAR                 | Abdulla Al-Marri    |
| Adicionales VAR     | Muhammad Bin Jahari |
| Adicionales VAR     | Taleb Al-Marri      |
| Adicionales VAR     | Fernando Guerrero   |
| Adicionales VAR     | Saud Al-Maqaleh     |

| \| Estadísticas \| \| \| \| Tiros \| 5 \| 10 \| \| Tiros a puerta \| 3 \| 3 \| \| Faltas \| 14 \| 6 \| \| Saques de esquina \| 7 \| 8 \| \| Penaltis \| 0 \| 0 \| \| Fueras de juego \| 3 \| 2 \| \| Posesión de balón \| 34% \| 66% \| | Alineación inicial |                    |
| Estadísticas | Bandera de Túnez   | Bandera de Francia |
| Tiros | 5                  | 10                 |
| Tiros a puerta | 3                  | 3                  |
| Faltas | 14                 | 6                  |
| Saques de esquina | 7                  | 8                  |
| Penaltis | 0                  | 0                  |
| Fueras de juego | 3                  | 2                  |
| Posesión de balón | 34%                | 66%                |

## Estadísticas

### Participación de jugadores
| N.° | Pos        | Jugador          | PJ | Minutos jugados | Goles recibidos | Atajos | Tarjetas amarillas | Doble tarjeta amarilla y roja | Tarjetas rojas |
| --- | ---------- | ---------------- | -- | --------------- | --------------- | ------ | ------------------ | ----------------------------- | -------------- |
| 1   | Guardameta | Aymen Mathlouthi | 0  | 0               | 0               | 0      | 0                  | 0                             | 0              |
| 16  | Guardameta | Aymen Dahmen     | 3  | 270             | 1               | 9      | 0                  | 0                             | 0              |
| 22  | Guardameta | Bechir Ben Saïd  | 0  | 0               | 0               | 0      | 0                  | 0                             | 0              |
| 26  | Guardameta | Mouez Hassen     | 0  | 0               | 0               | 0      | 0                  | 0                             | 0              |

| N.° | Pos            | Jugador                  | PJ | Minutos jugados | Goles | Asistencias | Tarjetas Amarillas | Doble tarjeta amarilla y roja | Tarjetas rojas |
| --- | -------------- | ------------------------ | -- | --------------- | ----- | ----------- | ------------------ | ----------------------------- | -------------- |
| 2   | Defensa        | Bilel Ifa                | 0  | 0               | 0     | 0           | 0                  | 0                             | 0              |
| 3   | Defensa        | Montassar Talbi          | 3  | 270             | 0     | 0           | 0                  | 0                             | 0              |
| 4   | Defensa        | Yassine Meriah           | 3  | 270             | 0     | 0           | 0                  | 0                             | 0              |
| 5   | Defensa        | Nader Ghandri            | 1  | 90              | 0     | 0           | 0                  | 0                             | 0              |
| 6   | Defensa        | Dylan Bronn              | 2  | 163             | 0     | 0           | 0                  | 0                             | 0              |
| 7   | Delantero      | Youssef Msakni           | 2  | 170             | 0     | 0           | 0                  | 0                             | 0              |
| 8   | Centrocampista | Hannibal Mejbri          | 1  | 10              | 0     | 0           | 0                  | 0                             | 0              |
| 9   | Delantero      | Issam Jebali             | 3  | 183             | 0     | 0           | 0                  | 0                             | 0              |
| 10  | Delantero      | Wahbi Khazri             | 2  | 83              | 1     | 0           | 0                  | 0                             | 0              |
| 11  | Delantero      | Taha Yassine Khenissi    | 2  | 27              | 0     | 0           | 1                  | 0                             | 0              |
| 12  | Defensa        | Ali Maâloul              | 1  | 90              | 0     | 0           | 0                  | 0                             | 0              |
| 13  | Centrocampista | Ferjani Sassi            | 2  | 46              | 0     | 0           | 1                  | 0                             | 0              |
| 14  | Centrocampista | Aïssa Laïdouni           | 3  | 245             | 0     | 1           | 1                  | 0                             | 0              |
| 15  | Centrocampista | Mohamed Ali Ben Romdhane | 1  | 74              | 0     | 0           | 0                  | 0                             | 0              |
| 17  | Centrocampista | Ellyes Skhiri            | 3  | 270             | 0     | 0           | 0                  | 0                             | 0              |
| 18  | Centrocampista | Ghailene Chaalali        | 1  | 16              | 0     | 0           | 0                  | 0                             | 0              |
| 19  | Delantero      | Seifeddine Jaziri        | 0  | 0               | 0     | 0           | 0                  | 0                             | 0              |
| 20  | Defensa        | Mohamed Dräger           | 2  | 134             | 0     | 0           | 0                  | 0                             | 0              |
| 21  | Defensa        | Wajdi Kechrida           | 3  | 109             | 0     | 0           | 1                  | 0                             | 0              |
| 23  | Delantero      | Naïm Sliti               | 2  | 113             | 0     | 0           | 0                  | 0                             | 0              |
| 24  | Defensa        | Ali Abdi                 | 3  | 187             | 0     | 0           | 1                  | 0                             | 0              |
| 25  | Centrocampista | Anis Ben Slimane         | 2  | 150             | 0     | 0           | 0                  | 0                             | 0              |

### Goleadores
| N.°   | Jugador      | Anotado | PJ | Prom. | Jugada | Cabeza | TL | Penal |
| ----- | ------------ | ------- | -- | ----- | ------ | ------ | -- | ----- |
| 1     | Wahbi Khazri | 1       | 2  | 0.5   | 1      | 0      | 0  | 0     |
| Total | Total        | 1       | 3  | 0.33  | 1      | 0      | 0  | 0     |

### Asistencias
| N.°   | Jugador        | Asistencia | Jugada | Cabeza | TL | SdE |
| ----- | -------------- | ---------- | ------ | ------ | -- | --- |
| 1     | Aïssa Laïdouni | 1          | 1      | 0      | 0  | 0   |
| Total | Total          | 1          | 1      | 0      | 0  | 0   |

### Tarjetas disciplinarias
| N.°   | Jugador               | Amonestado | Otorgado · Expulsado | Expulsado | Sanción |
| ----- | --------------------- | ---------- | -------------------- | --------- | ------- |
| 1     | Taha Yassine Khenissi | 1          | 0                    | 0         |         |
| 2     | Ali Abdi              | 1          | 0                    | 0         |         |
| 3     | Aïssa Laïdouni        | 1          | 0                    | 0         |         |
| 4     | Ferjani Sassi         | 1          | 0                    | 0         |         |
| 5     | Wajdi Kechrida        | 1          | 0                    | 0         |         |
| Total | Total                 | 5          | 0                    | 0         |         |